# Sextou BB: Uberlândia
Sextou BB: Uberlândia (conhecido como Sextou BB 2) é o terceiro álbum ao vivo da dupla sertaneja brasileira Ícaro & Gilmar, lançado em 21 de fevereiro de 2020 pela NA Records.
Trata-se de uma continuação do álbum anterior, gravado e lançado em 2019, consistindo em regravações e uma música inédita. A única faixa inédita do álbum é "Boca Nova", no meio de 10 regravações, totalizando 11 faixas.
O álbum foi gravado em 4 de fevereiro de 2020, no Studio Bar, em Uberlândia, com mais violonistas acompanhando, produzido por Junior Melo e Marcelo Cheba.
Na semana seguinte da gravação, a dupla grava, em Goiânia, o que se tornaria o quarto álbum ao vivo A Gente Acertou, com participações especiais de Naiara Azevedo, Gabriel Gava, Humberto & Ronaldo e Mariana Fagundes.

## Lista de faixas
| N.º            | Título | Compositor(es)                                                                                                   | Artista original                                             | Duração |  |
| 1.             | "Sai Dessa Vida / Por Ti / Essa Tal Liberdade"                                                            | Raul Barbi / Toni Franco Levine Paulo Sérgio Valle / Chico Roque                                                 | Juliano Cezar Nechivile Só Pra Contrariar                    | 6:07    |  |
| 2.             | "Um Louco / Só de Você"                                                                                   | Zé Henrique / Ivan Medeiros Everton Mattos / Jairo Goes / Rivanil                                                | Zé Henrique & Gabriel Guilherme & Santiago                   | 6:08    |  |
| 3.             | "Falando Sério / Romance / Coisas Esotéricas"                                                             | Elizandra Santos Ryner Sousa / D'Stefany Lima / Adrian / Humberto Jr. Eduardo Dias                               | João Bosco & Vinícius Humberto & Ronaldo Hugo Pena & Gabriel | 5:25    |  |
| 4.             | "Pode Ir Embora / Hoje Sonhei Com Você / Então Valeu"                                                     | Waléria Leão / Jonathan Jr. / Diego Damasceno / Thales Lessa Fred Liel / Gustavo / Marco Aurélio / Valéria Costa | Bruno & Marrone Humberto & Ronaldo Fred & Gustavo            | 5:39    |  |
| 5.             | "Quem de Nós Dois (La Mia Storia Tra le Dita) / Palpite"                                                  | Gianluca Grignani e Massimo Luca ; versão: Ana Carolina / Dudu Falcão Vanessa Rangel                             | Ana Carolina Vanessa Rangel                                  | 5:17    |  |
| 6.             | "24 Horas de Amor / Só Dá Você na Minha Vida / Pense em Mim / Talismã"                                    | César / José Fortuna Rick Douglas Maio / Zé Ribeiro / Mario Soares Michael Sullivan / Paulo Massadas             | Matogrosso & Mathias João Paulo & Daniel Leandro & Leonardo  | 7:10    |  |
| 7.             | "Fruto Especial / Coração Na Contramão"                                                                   | Fátima Leão César Augusto / Zezé Di Camargo                                                                      | Bruno & Marrone Zezé Di Camargo & Luciano                    | 6:35    |  |
| 8.             | "Não Tem Dia Não Tem Hora / Fala / Porta-Retrato"                                                         | Edson / Hudson Edson / Henrique Marx / Maurício Gaetani Carlos Randall / Tivas                                   | Edson & Hudson                                               | 6:09    |  |
| 9.             | "Cada Volta É um Recomeço / Eu Nasci para Amar Você (Born to Give My Love to You) / Pra Mudar Minha Vida" | Nenéo / Valle Mary Ann Kennedy / Pam Rose / Pat Bunch; versão: Di Camargo / Wanessa Camargo Augusto / Piska      | Zezé Di Camargo & Luciano                                    | 6:35    |  |
| 10.            | "Boca Nova"                                                                                               | W. Leão / Ícaro Mantovani / Gilmar Castro / Vinni Miranda / Rafael Quadros                                       |                                                              | 3:45    |  |
| 11.            | "Eu Amo Te Amar / Meu Segredo"                                                                            | Zé Henrique Priscila Barucci                                                                                     | Zé Henrique & Gabriel Bruno & Marrone                        | 6:22    |  |
| Duração total: | Duração total:                                                                                            | Duração total:                                                                                                   | Duração total:                                               | 1:04:27 |  |